# Bergfest (Film)
Bergfest ist ein deutscher Spielfilm aus dem Jahr 2008. Regie führte Florian Eichinger, in den Hauptrollen spielen Anna Brüggemann, Peter Kurth, Martin Schleiß und Rosalie Thomass.

## Handlung
Ein Wochenende in den Alpen. Der 25-jährige Schauspieler Hannes trifft in der familieneigenen Berghütte unerwartet auf seinen Vater, mit dem er seit 8 Jahren keinen Kontakt mehr hatte. Aber der alternde Theaterregisseur scheint sich unter dem Einfluss seiner jugendlichen Freundin Lavinia verändert zu haben, und Hannes lernt den Vater aus einem neuen Blickwinkel kennen. Auch Hannes’ Freundin Ann versucht hinter die Oberfläche des belasteten Vater-Sohn-Verhältnisses zu dringen, wo sie hofft, den Schlüssel für ihre eigenen Beziehungsprobleme mit Hannes zu finden. Doch der Weg zu einer neuen, vorsichtigen Nähe führt alle vier an ihre Grenzen und konfrontiert sie schon bald mit ihren inneren Abgründen.
Zentrales Thema des Films sind die Mechanismen und Auswirkungen von seelischer Gewalt in der Eltern-Kind-Beziehung, insbesondere im Hinblick auf spätere partnerschaftliche Beziehungen des Leidtragenden. Während in der öffentlichen Wahrnehmung Missbrauch vor allem mit körperlichen Übergriffen konnotiert wird, werden in der Psychologie die Folgen von Verletzungen durch seelische Gewalt als nicht weniger gravierend eingestuft.

## Produktionsbedingungen
Das 89-minütige Kammerspiel-Drama entstand ohne öffentliche Fördergelder und ohne Senderbeteiligung. Wegen des begrenzten Budgets von ca. 50.000 Euro standen dem 15-köpfigen Team nicht mehr als 10 Drehtage zur Verfügung, die vom 8. Januar bis zum 17. Januar 2008 in den bayerischen Alpen stattfanden.

## Auszeichnungen
- 2009 Gewinner Bester Internationaler Spielfilm auf dem Falstaff International Film Festival
- 2009 Gewinner Bester Schauspieler (Martin Schleiß) auf dem Falstaff International Film Festival
- 2009 8 nationale und internationale Nominierungen incl. New Talent Grand Prix (Kopenhagen)
- 2010 Gewinner Spezialpreis der Jury für den besten Low-Budget-Film auf dem Houston International Independent Film Festival
- 2010 5 nationale und internationale Nominierungen

Der Film wurde auf folgende Festivals eingeladen:
Internationales Filmfestival Kairo 2008, Kopenhagen CPH:PIX 2009 (Wettbewerb), Internationales Filmfestival Shanghai 2009, Galway Film Feadh 2009 (Wettbewerb), Fünf Seen Filmfestival 2009 (Wettbewerb), Strasbourg International Film Festival 2009, Hachenburger Filmfest 2009 (Wettbewerb), Rio International Film Festival 2009, Festival des deutschsprachigen Films Prag 2009, Biberacher Filmfestspiele 2009 (Wettbewerb), Nordische Filmtage Lübeck 2009, Internationales Filmfest Braunschweig 2009, German Film Festival Singapur 2009, Falstaff International Film Festival 2009 (Wettbewerb), Goa International Film Festival 2009, Festival des deutschen Kinos Mainz 2009 (Wettbewerb), Internationales Filmwochenende Würzburg 2010 (Wettbewerb), Glasgow Film Festival 2010, Grenzlandfilmtage Selb 2010 (Wettbewerb), Houston International Independent Film Festival 2010 (Wettbewerb), Neiße Filmfestival 2010 (Wettbewerb)

## Kritiken
- Der Film wurde von der Frankfurter Rundschau als „konzentriert“, „stark“ und „sehenswert“ bezeichnet.
- kino-zeit.de attestiert ihm „hervorragende Schauspieler in einer beeindruckenden Figurenkonstellation, die eine faszinierende Dynamik entfaltet.“
- Die Braunschweiger Zeitung findet den Film „fesselnd“.
- Daniel Fichtner vom Filmkunstfest Schwerin bezeichnet Bergfest als „intelligentes Kammerspiel mit messerscharfen Dialogen“.
- Die Berliner Zeitung ist der Meinung, „hier sind vier bewundernswerte Schauspieler am Werk, die ihre Figuren nie der Vereindeutigung preisgeben.“[2]
- Die Frankfurter Allgemeine resümiert: „Ein ganz starkes Debüt!“[3]
- Felim MacDermott von der Galway Film Fleadh hält den Film für „ein Drama von seltenem Rang.“